# Roman Palester
Roman Palester est un pianiste, compositeur polonais de musique de film et symphonies, né le 28 décembre 1907 et mort le 25 août 1989.

## Biographie
Roman Palester joue du piano dès l'âge de sept ans. Il fait ses études à l'Institut de musique de Cracovie en 1919-1921, au Conservatoire de Lwów en 1921-1925, et à l'École nationale supérieure de musique de Varsovie en 1928-1931, où il est notamment élève de Kazimierz Sikorski.
En 1930, il présente avec succès sa composition Muzyka symfoniczna à Varsovie, puis, à Londres lors du Festival international de la société de musique contemporaine. Il voyage beaucoup en Europe et reçoit parmi d'autres récompenses la médaille d'or de l'Exposition universelle de 1937, pour sa musique du ballet Pieśń o ziemi.
En 1941-1945, il enseigne à l'Académie de musique de Cracovie. Il part s'installer à Paris en 1949, après le congrès de l'union des compositeurs polonais lors duquel il est accusé de formalisme dans le contexte du réalisme socialiste grandissant. Il vit à Munich de 1952 à 1972, où il dirige le département de la culture de la section polonaise de Radio Free Europe. Ses compositions en Pologne restent interdites jusqu'en 1977.
Mort à Paris, il est enterré au cimetière de Montmorency.

## Filmographie
- 1932 : Dzikie Pola de Józef Lejtes - co-auteur
- 1933: Zabawka de Michał Waszyński
- 1934: Młody las de Józef Lejtes- co-auteur
- 1935: Dzień wielkiej przygody de Józef Lejtes - co-auteur
- 1936: August Mocny de Stanisław Wasylewski - co-auteur
- 1936: Róża de Józef Lejtes - co-auteur
- 1936: Dziewczęta z Nowolipek de Józef Lejtes - co-auteur
- 1936: Halka de Juliusz Gardan
- 1938: Ludzie Wisły d'Aleksander Ford et Jerzy Zarzycki - co-auteur
- 1939: Żołnierz królowej Madagaskaru de Jerzy Zarzycki
- 1939: Nad Niemnem de Wanda Jakubowska et Jakub Szołowski
- 1939: Ja tu rządzę de Mieczysław Krawicz- co-auteur
- 1945: 2x2=4 de Antoni Bohdziewicz,
- 1946: Dwie godziny de Stanisław Wohl et Józef Wyszomirski
- 1947: Chansons interdites de Leonard Buczkowski
- 1948: La Dernière étape de Wanda Jakubowska
- 1948: La vérité n'a pas de frontière (Ulica Graniczna) d'Aleksander Ford
- 1950: La Ville indomptée (Miasto nieujarzmione) de Jerzy Zarzycki - co-auteur
- 1971: Pierwszy krąg d'Aleksander Ford

## Récompenses et distinctions
- Médaille d'or de l'Exposition universelle de 1937
- Prix Jurzykowski en 1964